# Khagrachhari
Khagrachhari è un sottodistretto (upazila) del Bangladesh situato nel distretto di Khagrachhari, divisione di Chittagong. Si estende su una superficie di 297,92 km² e conta una popolazione di 61.306 abitanti (dato censimento 1991).